# Catharina van Hemessen
Catharina van Hemessen, aussi appelée Catherine de Hemessen en français, née à Anvers en 1528, morte après 1587 dans la même ville, est une peintre flamande de la Renaissance. Elle est la première femme peintre flamande dont on connaisse des œuvres avec certitude. Elle est également le premier peintre, de tout sexe, dont nous disposons d'un autoportrait devant un chevalet. Son œuvre comporte principalement des portraits de la bourgeoisie, surtout des femmes, ainsi que certaines scènes religieuses.

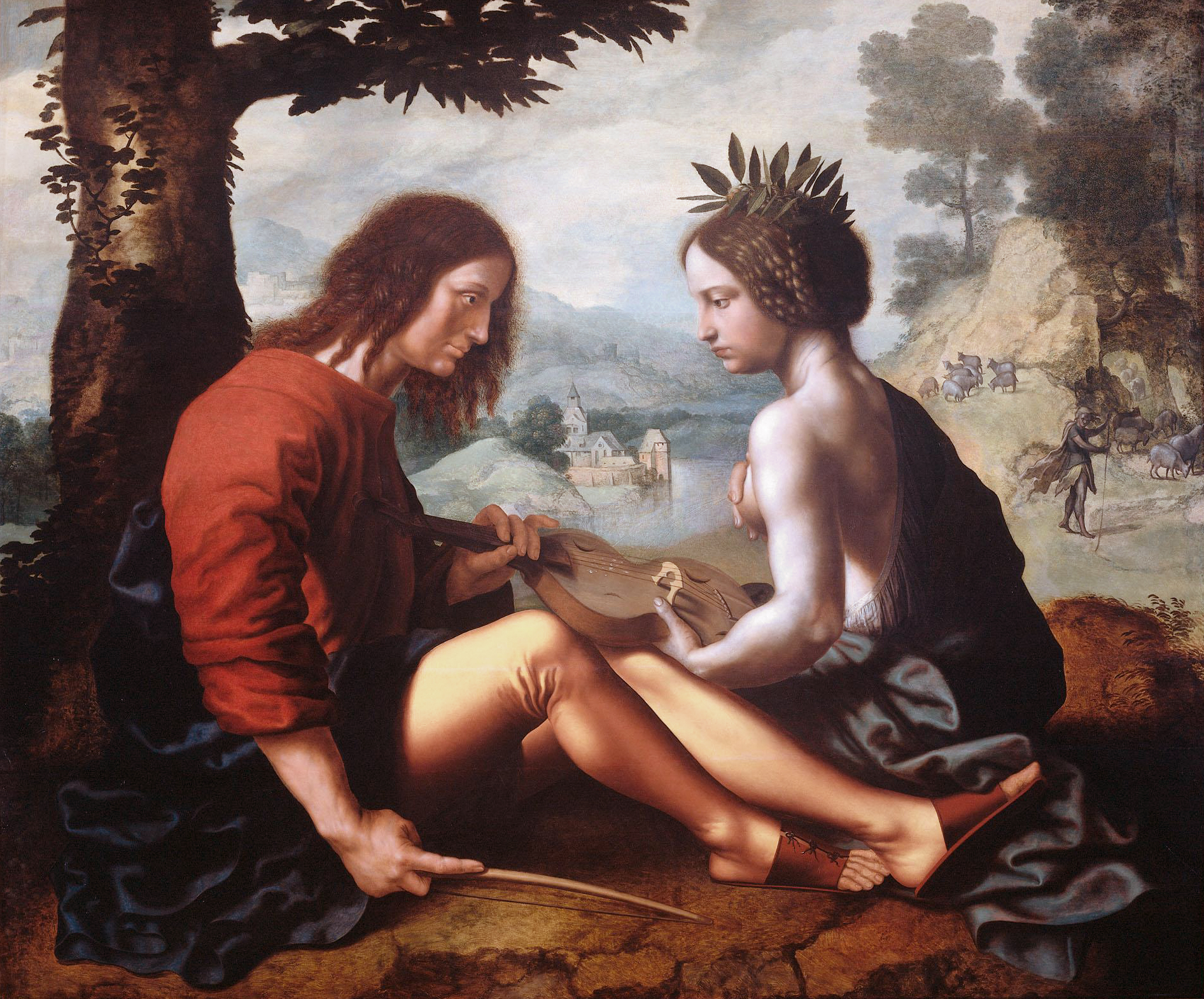
Jan Sanders van Hemessen, Allégorie de Catharina van Hemessen et Christian de Morien, Rijksmuseum Amsterdam, circa 1550

## Biographie
Peu de sources directes existent sur Catharina van Hemessen, que l'on connaît surtout par les sources sur son père, son mari et par les tableaux parvenus jusqu'à nous.
Catharina van Hemessen nait à Anvers en 1528. Son père est peintre, Jan Sanders van Hemessen, et lui a probablement enseigné le métier, à l'instar d'autres femmes peintres de la Renaissance.
Elle se spécialise dans le portrait, rejoint la guilde de Saint-Luc d'Anvers, où elle reçoit l'autorisation d'enseigner.
Dans les années 1540, Van Hemessen obtient le soutien de Marie de Hongrie, régente des Pays-Bas et sœur de l'archiduc d'Autriche Charles Quint.
Elle épouse en 1554 Christian de Morien, un compositeur et organiste au service de Marie de Hongrie, et organiste à la cathédrale Notre-Dame d'Anvers. À partir de cette année, l'on ne trouve plus de trace de peintures, laissant certains historiens[Lesquels ?] considérer qu'elle arrête la peinture peu après son mariage.
En 1555, son nom est repris sur la liste des Demoiselles d'honneur de la Ville de Bruxelles, et en 1556, elle est sous le patronage de Marie de Hongrie. Elle l'accompagne, de même que son mari, dans son fief de Castille en Espagne et prend en charge la formation artistique et l'éducation des dames de compagnie. 
À la mort de Marie en 1558, le couple reçoit une pension pour récompenser leurs services rendus ; Lodovico Guicciardini commente que cette pension est substantielle, « en raison de services rares et excellents » et que le couple ne saurait s'en passer. Le couple rentre alors à Anvers, tandis que Sofonisba Anguissola succède à Catharina à la Cour d'Espagne.
En 1561, le couple s'installe à Bois-le-Duc, Christian ayant rejoint l'Illustre Confrérie de Notre-Dame et le chapitre de Saint-Jean en qualité d'organiste. La confrérie finance leur frais d'installation.
La dernière trace du couple date de 1565, date à laquelle ils quittent Bois-le-Duc.
Lodovico Guicciardin cite son travail dans Descrittione di Lodovico Guicciardini patritio fiorentino di tutti i Paesi Bassi altrimenti detti Germania inferiore en 1567, où il note qu'elle est toujours vivante.
Sa date de décès est inconnue.

## Son œuvre

### Portraits
Rattachée à la période flamande, Catharina van Hemessen peint des portraits réalistes, principalement de bourgeoises. Les couleurs de fond sont sombres et neutres. Les modèles posent généralement assis. La composition se veut épurée, les sujets sont représentés de petite taille. Giorgio Vasari dit d'elle qu'elle « excelle dans l'élaboration de miniatures ».
Bien qu'elle travaillait probablement dans l'atelier de son père, ses portraits évoquent plus ceux de Quentin Metsys, Jan Mabuse et de Joos van Cleve.
Neuf de ces portraits nous sont parvenus.

#### Autoportrait au chevalet
En 1548, âgée de 20 ans, Catharina van Hemessen réalise un autoportrait, où elle est assise, attelée à son chevalet. Il s'agit du premier tableau de ce type dont nous avons une trace. D'une taille de 32 sur 25 cm, tempera sur un panneau en chêne, il est aujourd'hui conservé au Kunstmuseum de Bâle.

### Scènes religieuses
Quatre tableaux dépeignant des scènes religieuses nous sont parvenus. De par leur manière décorative et archaïque pour l'époque de Catherina, ils évoquent les primitifs flamands.

### Liste de ses œuvres
| https://collections.musees-normandie.fr/ark:/16418/mth1159927/v0001.simple.selectedTab=record | Portrait de femme                                               | Musée Thomas Henry (Cherbourg-en-Contentin) |
|                                                                                               | Portrait de femme, années 1540 ou début des années 1550         | Fitzwilliam Museum, Cambridge, Royaume-Uni |
|                                                                                               | Portrait de femme                                               | Huile sur toile Non daté Inscription dans le coin supérieur droit Bowes Museum, Barnard Castle, Royaume-Uni                                                  |
|                                                                                               | Autoportrait, 1548                                              | Huile sur toile 33 × 26,5 cm Musée de l'Ermitage, Saint-Pétersbourg, Russie                                                                                  |
|                                                                                               | Autoportrait, 1548                                              | Huile sur bois Date et signature dans le coin supérieur gauche en lettres jaunes « Ego Catherina de Hemessen me pinxi 1548 » Kunstmuseum Basel, Bâle, Suisse |
|                                                                                               | Autoportrait, 1548                                              | Cape Town, Afrique du Sud |
|                                                                                               | Jeune fille jouant du virginal, 1548                            | Huile sur bois 32 × 26 cm Inscription : « Caterina de Hemessen Pingebat 1548. Aetatis Suae 22 » Wallraf-Richartz Museum, Cologne, Allemagne                  |
|                                                                                               | Portrait d'une jeune fille, 1548                                | Huile sur panneau 24 × 17 cm Signature et date dans le coin supérieur droit : «Catherina de Hemessen. Pinxit 1548» Rijksmuseum, Amsterdam, Pays-Bas          |
|                                                                                               | Portrait d'un homme de 42 ans, 1549                             | Musées royaux des beaux-arts de Belgique, Ville de Bruxelles, Belgique                                                                                       |
|                                                                                               | Portrait d'une dame de 30 ans, 1549                             | Musées royaux des beaux-arts de Belgique, Ville de Bruxelles, Belgique                                                                                       |
|                                                                                               | Portait d'une dame, 1551                                        | Huile sur chêne 22,9 × 17,8 cm Inscription : «Caterina de Hemessen pingebat 1551» National Gallery, Londres, Royaume-Uni                                     |
|                                                                                               | Portrait d'un homme, 1552                                       | Huile sur chêne 36,2 × 29,2 cm Signature et date : «catharina . filia ioannis de hemes sen pingebat .1552.» National Gallery, Londres, Royaume-Uni           |
|                                                                                               | De kastijding van Christus, 1555                                | Huile sur bois 34,9 × 23 cm Collection William. A. Rudd, Ohio, États-Unis                                                                                    |
|                                                                                               | Rustpauze van de Heilige Familie op de Vlucht naar Egypte, 1555 | Mauritshuis, La Haye, Pays-Bas |
|                                                                                               | Kruisweg van Christus en ontmoeting met Veronica                | Huile sur bois 38 × 28 cm Collection H. Boeyckens, Pays-Bas                                                                                                  |
|                                                                                               | Portrait d'une jeune fille, vers 1560                           | Huile sur panneau 30,5 × 23 cm Musée d'art de Baltimore, Baltimore États-Unis                                                                                |

## La place des femmes dans la peinture flamande
L'enseignement des peintres et des peintresses se faisait par apprentissage : dès l'âge 9-15 ans, l'apprenti (e) peintre ou peintresse était formé (e) par le maître ou la maîtresse peintre durant quatre ans (deux ans pour le dessin et l'enluminure). Ce système d'apprentissage était ouvert aux garçons comme aux filles, même si les archives révèlent assez peu de noms d'apprenties ou de femmes peintres. L'enseignement peut se faire au sein de l'atelier familial ou chez un maître ou une maîtresse étrangers ; les historiens estiment vraisemblables que dans le cas présent, il s'agisse de son père, Jan Sanders van Hemessen.

## Postérité
De son vivant, elle dispose d'une bonne notoriété. Cette réputation s'entend encore un siècle plus tard, lorsque Johan van Beverwijck (en), médecin et critique d'art vivant à Dordrecht, la cite en 1639 dans son ouvrage Van de uitnementheyt des vrouwelicken geslachts.
Au XXe siècle, Catharina van Hemessen est l'une des 999 femmes mentionnées sur le socle de l'installation de Judy Chicago The Dinner Party, au niveau de la table d'Artemisia Gentileschi, dans l'aile II.